# 加尔赫瓦
加尔赫瓦（Garhwa），是印度贾坎德邦Garhwa县的一个城镇。总人口36708（2001年）。

## 人口
该地2001年总人口36708人，其中男性19691人，女性17017人；0—6岁人口6128人，其中男3114人，女3014人；识字率60.66%，其中男性为68.79%，女性为51.24%。